# Райс-Ривер (тауншип, Миннесота)
Райс-Ривер (англ. Rice River) — тауншип в округе Эйткин, Миннесота, США. На 2000 год его население составило 158 человек.

## География
По данным Бюро переписи населения США площадь тауншипа составляет 93,4 км², из которых 93,4 км² занимает суша, водоёмов нет.

## Демография
По данным переписи населения 2000 года здесь находились 158 человек, 64 домохозяйства и 44 семьи. Плотность населения —  1,7 чел./км². На территории тауншипа расположено 129 построек со средней плотностью 1,4 построек на один квадратный километр. Расовый состав населения: 99,37 % белых и 0,63 % азиатов.
Из 64 домохозяйств в 31,3 % воспитывались дети до 18 лет, в 60,9 % проживали супружеские пары, в 4,7 % проживали незамужние женщины и в 31,3 % домохозяйств проживали несемейные люди. 29,7 % домохозяйств состояли из одного человека, при том 12,5 % из — одиноких пожилых людей старше 65 лет. Средний размер домохозяйства — 2,47, а семьи — 3,11 человека.
26,6 % населения — младше 18 лет, 6,3 % — в возрасте от 18 до 24 лет, 24,1 % — от 25 до 44, 24,1 % — от 45 до 64, и 19,0 % — старше 65 лет. Средний возраст — 41 год. На каждые 100 женщин приходилось 100,0 мужчин. На каждые 100 женщин старше 18 приходилось 107,1 мужчин.
Средний годовой доход домохозяйства составлял 28 000 долларов, а средний годовой доход семьи —  33 281 доллар. Средний доход мужчин —  55 313  долларов, в то время как у женщин — 41 250. Доход на душу населения составил 20 205 долларов. За чертой бедности находились 11,1 % семей и 13,9 % всего населения тауншипа, из которых 14,6 % младше 18 и 4,5 % старше 65 лет.